# Carex cuprina
Carex cuprina é uma espécie de planta com flor pertencente à família Cyperaceae. 
A autoridade científica da espécie é (I. Sándor ex Heuff.) Nendtv. ex A. Kern., tendo sido publicada em Verhandlungen der Kaiserlich-Königlichen Zoologisch-Botanischen Gesellschaft in Wien 13: 566. 1863.

## Portugal
Trata-se de uma espécie presente no território português, nomeadamente em Portugal Continental e no Arquipélago dos Açores.
Em termos de naturalidade é nativa de Portugal Continental e de espontaneidade incerta no Arquipélago dos Açores.

## Protecção
Não se encontra protegida por legislação portuguesa ou da Comunidade Europeia.